# Writer's Block
Writer's Block is het derde album van Evergreen Terrace en kwam in 2004 uit. Het bestond uit covers van bands die voor hen een inspiratiebron vormden.

## Track listing
1. Maniac (Michael Sembello) - 3:13
2. Zero (Smashing Pumpkins) - 2:52
3. Plowed (Sponge) - 3:12
4. Stars (Hum) - 4:37
5. Knowledge (Operation Ivy) - 1:56
6. Mad World (Tears for Fears) - 2:55
7. The Kids Aren't Alright (The Offspring) - 3:05
8. Sunday Bloody Sunday (U2) - 3:42
9. Dying Degree (NOFX) - 2:13
10. Brave Reality - 6:26